# Akodon orophilus
Akodon orophilus је врста глодара из породице хрчкова (лат. Cricetidae). 

## Распрострањење
Ареал врсте је ограничен на две државе. Еквадор и Перу су једина позната природна станишта врсте.

## Станиште
Станишта врсте су шуме, жбунаста вегетација и травна вегетација. 
Врста је присутна на планинском венцу Анда у Јужној Америци. 

## Угроженост
Ова врста је наведена као последња брига, јер има широко распрострањење и честа је врста.